# Jaume Bertranpetit
 (décembre 2013).
Si vous disposez d'ouvrages ou d'articles de référence ou si vous connaissez des sites web de qualité traitant du thème abordé ici, merci de compléter l'article en donnant les références utiles à sa vérifiabilité et en les liant à la section « Notes et références ».
Jaume Bertranpetit, né en 1952 à Camprodon (Catalogne, province de Gérone), est directeur de l'Institut catalan de recherche avancée. Il est aussi professeur de biologie génétique à l'université Pompeu Fabra.

## Carrière académique
Directeur depuis 2007 de l’ICREA, l’Institut catalan de recherche et d’études avancées, il dirige l’unité de biologie évolutive de l’université Pompeu Fabra, où il étudie l’évolution génétique de l’espèce humaine. 
Coordinateur de l’Institut pour la biologie évolutive (IBE) (UPF-CSIC), il a occupé le poste de doyen de faculté de biologie à l’université PF, et a enseigné l’anthropologie à l’université de Barcelone. 
Il est directeur du Centre national espagnol du génotype.

## Champs de recherche
Jaume Bertranpetit étudie les variations du génome et tente par ce biais de retracer l'histoire des populations humaines. Il est le premier à réaliser une étude génétique comparée à grande échelle de la population espagnole, publiée en 2010, et démontre par exemple que les populations basques d'Espagne sont plus proches génétiquement des autres espagnols que des basques français.
Il a par ailleurs collaboré à de nombreuses expositions scientifiques.
Thèmes de recherche : Variation du génome humain ; Population génétique humaine ; génétique des maladies rares ; génétique statistique ; Diversité génétique des humains et des autres primates ; évolution moléculaire ; interdisciplinarité entre la biologie évolutionniste humaine et autres disciplines.